# Heinke Heinks
Heinke Heinks (* 26. Januar 1895 in Greetsiel; † 29. Januar 1968 in Neuenhagen) war ein deutscher Politiker der Kommunistischen Partei Deutschlands (KPD) und später der Sozialistischen Einheitspartei Deutschlands (SED) in der Deutschen Demokratischen Republik (DDR). Er war 1927 bis 1932 Abgeordneter der Bremischen Bürgerschaft und in der frühen DDR hoher Funktionär für Agrar- und Forstwirtschaft.

## Leben

### Funktionär der KPD
Heinks, Sohn eines Landarbeiters, erlernte nach dem Abschluss der Volksschule den Beruf des Zimmermanns. 1913 begann sein Militärdienst bei der Marine in Wilhelmshaven. Nach Ausbruch des Ersten Weltkriegs 1914 wurde er dienstverpflichtet und blieb bis Dezember 1918 Soldat. Während der Novemberrevolution gehörte er dem Soldatenrat in Wilhelmshaven an, wurde Mitglied des Spartakusbunds und 1919 der KPD.
Noch 1919 wurde Heinks Funktionär der KPD-Bremen und Leiter des Unterbezirks Emden. Er nahm als Leiter des Antimilitärischen Apparats im Bezirk Nordwest am Aufstand der norddeutschen KPD im Oktober 1923 teil und wurde nach dessen Scheitern abgesetzt. Ab Februar 1924 war er hauptamtlicher Sekretär der KPD im Bremer Industriebezirk Vegesack anschließend in Bremerhaven. Die linke Opposition innerhalb der KPD warf ihm später vor, dass er bis 1925 dem Stahlhelm angehört habe und erst 1927 der Gewerkschaft beigetreten sei. 1926 wurde Heinks Redakteur der Bremer Arbeiterzeitung, deren Chefredakteur er 1929 wurde.
1927 wurde Heinks in die Bremische Bürgerschaft gewählt, der er bis 1932 angehörte, und wurde Fraktionsvorsitzender der KPD. 
Heinks wurde zum Landwirtschaftsexperten der KPD in Ostfriesland. Mit Bodo Uhse und anderen Bauernvertretern organisierte er den überparteilichen Reichsbauernkongreß am 23./24. Januar 1932 in Berlin. Im Sommer desselben Jahres wurde er Mitarbeiter der Landabteilung des Zentralkomitees der KPD in Berlin, wo er mit Philipp Daub und Rudolf Reutter zusammenarbeitete. Im Herbst 1932 ging er als Instrukteur nach Bayern. 1933 war er zusätzlich Referent des KPD-Bezirks Ostpreußen in der Wahlkampagne gegen Hitler und Instrukteur des Roten Landarbeiterverbands.
Nach der Machtübernahme der Nationalsozialisten wurde Heinks im Februar 1933 in Preußisch-Eylau nach einer Wahlversammlung verhaftet und bis Dezember im Konzentrationslager KZ Esterwegen festgehalten. Er kam frei, blieb aber bis 1936 unter Polizeiaufsicht. Seine Familie war zwischenzeitlich nach Gadebusch in Mecklenburg umgezogen. Dort war Heinks bis 1936 bei verschiedenen Baufirmen als Zimmermann tätig und zeitweise arbeitslos.
Im Juli 1936 wurde er von der Schweriner Geheimen Staatspolizei (Gestapo) erneut verhaftet, zunächst des Hochverrats beschuldigt, jedoch nach elf Tagen wieder freigelassen. Von 1936 bis 1939 war er als Handelsvertreter einer Hamburger Firma tätig und wurde dann eingezogen. 
Von 1939 bis 1944 kämpfte Heinks als Angehöriger der Luftwaffe im Zweiten Weltkrieg. Im April 1945 desertierte er in Belgien, kehrte nach Deutschland zurück und hielt sich bis zum Ende des Krieges in Emden versteckt.

### Politiker in der DDR
Im Juni 1945 kehrte Heinks nach Gadebusch in der sowjetisch besetzten Zone Deutschlands (SBZ) zurück und wurde wieder Mitglied der KPD. Mit der Zwangsvereinigung von SPD und KPD wurde er Mitglied der SED und deren hauptamtlicher Funktionär. Bis Mai 1946 war er Leiter der Abteilung Landwirtschaft der Landesleitung Mecklenburg-Vorpommern und wechselte dann zum Zentralsekretariat der SED in Ost-Berlin. Bis April 1948 war er als Hauptreferent in der Abteilung Landwirtschaft verantwortlich für die Referate Bäuerliche Organisation und Bauernhilfe. 1946/47 war er zudem Leiter des Referats Westarbeit und maßgeblich am Aufbau des „Gesamtdeutschen Arbeitskreises“ (GAK) für Landwirtschaft beteiligt.
Von Mai 1948 bis November 1949 war Heinks stellvertretender Leiter der Hauptverwaltung Land- und Forstwirtschaft der Deutschen Wirtschaftskommission (DWK), die in der SBZ bis zur Gründung der DDR regierungsähnliche Funktionen ausübte. Heinks hatte Kontakte zu etlichen Landwirtschaftsfachleuten im Westen und organisierte 1948 in Frankfurt am Main die letzte „Landwirtschaftsschau der Ostzone“.
Nach Gründung der DDR war Heinks von November 1949 bis Oktober 1950 Leiter der Hauptabteilung Allgemeine Agrarfragen, Agrarwissenschaft und landwirtschaftliches Fachschulwesen im Ministerium für Land- und Forstwirtschaft der DDR. Im September 1950 übernahm er zusätzlich die Leitung des Ost-Berliner Büros des von ihm mitbegründeten „Gesamtdeutschen Arbeitskreises“, der inoffiziell eine Westabteilung des Zentralvorstandes der Vereinigung der gegenseitigen Bauernhilfe (VdgB) und zuständig für geheime Kontakte zu Bauernfunktionären in der Bundesrepublik Deutschland war.
1951 wurde Heinks Leiter des Berliner Büros und 1953 Mitglied des Zentralvorstands der VdgB. 1955 wechselte er zum Ministerium für Außenhandel, aus dem er 1957 aus gesundheitlichen Gründen ausschied.
Heinks war mit Meta Heinks, geborene Bätow, verheiratet. Seine Tochter Egona wurde 1923 geboren.

## Ehrungen
- 1958 Medaille für Kämpfer gegen den Faschismus (DDR)